# 8503 Masakatsu
8503 Masakatsu (1990 WX3) là một tiểu hành tinh vành đai chính được phát hiện ngày 21 tháng 11 năm 1990 bởi K. Endate và K. Watanabe ở Kitami.